# Droit de cornage
Au Moyen Âge, le droit de cornage était un droit féodal qui se levait sur les bêtes à cornes.

## Historique
Le droit de cornage était une redevance annuelle dû à quelques seigneurs, principalement dans le Berry, pour chaque bœuf qui laboure dans leur seigneurie. En Champagne le droit de cornage est payé par les roturiers  en proportion des bêtes à corne possédées. Dans les anciens titres il est appelé boagium ou bovagium. Au cartulaire de Champagne un accord de 1216, entre les religieux de Saint-Denis et leurs hommes où ce droit est appelé en latin garbagium.
On donne ailleurs différents noms à ce même droit : 
- en Lorraine et dans le Barrois, on l'appelle droit d'assise ;
- dans la vicomté de Lautrec, en Albigeois droit de bladade ;
- dans le duché de Thouars, droit de fromentage.